# لینتون، کنت
لینتون (به انگلیسی: Linton) یک روستا و محله مدنی در بریتانیا است که در Maidstone واقع شده‌است. لینتون ۵۵۵ نفر جمعیت دارد.